# Marián Had
Marián Had (ur. 16 września 1982 w Dolnym Kubínie) – słowacki piłkarz grający na pozycji obrońcy.

## Życiorys
Urodzony w Dolnym Kubiniu, rozpoczął swoją karierę zawodową w MFK Ružomberok. Przed sezonem 2004/2005 został sprzedany do 1. FC Brno za 20,000 euro. W 2006 roku odszedł do Lokomotiwu Moskwa.
W trakcie sezonu 2007/2008 trafił do Sporting Clube de Portugal na zasadzie wypożyczenia, aby zastąpić Rodrigo Tello i Marco Caneirę. W lutym 2008 wrócił do Lokomotiwu. W sezonie 2008/2009 był wypożyczony do Sparty Praga. W styczniu 2010 przeszedł do Slovana Bratysława. Następnie grał w takich klubach jak: DAC 1904 Dunajská Streda, Győri ETO FC i Dukla Bańska Bystrzyca. W 2016 trafił do FC Petržalka 1898.